# Lesbia Brandon
Lesbia Brandon ist ein fragmentarischer sadomasochistischer Roman des englischen Dichters Algernon Charles Swinburne.
Der Roman wurde Mitte der 1860er Jahre begonnen, fast am Anfang von Swinburnes schriftstellerischer Laufbahn. Mehrere Versuche, den Roman fertigzustellen und zu publizieren blieben jedoch erfolglos, zumal Swinburnes Freund Theodore Watts die Veröffentlichung mit allen Mitteln zu verhindern suchte und so weit ging, Teile des Manuskripts zu „verlieren“. 
Einzelheiten des Handlungsablaufs sind heute nicht mehr rekonstruierbar, der Text des Fragments wurde erstmals 1952 postum von Randolph Hughes publiziert, der dem Text auch den Titel gab.
Zentral ist das Thema des Sadomasochismus, hier in Gestalt der Flagellation. Swinburnes Interesse für de Sade und dessen Schriften war um 1865 relativ frisch und er zollt dem „göttlichen Marquis“ in dem Romanversuch Tribut unter anderem, indem ein Kapiteltitel den Untertitel von de Sades Justine zitiert („Les Malheurs de la vertu“).

## Inhalt
Lesbia Brandon beginnt mit der Kindheit des Herbert Seyton (Swinburnes Alter Ego), der nach dem Tod seines Vaters von seiner Schwester Margaret aufgenommen wird. Diese lebt mit ihrem Mann, Lord Wariston, in einem stattlichen, einsam gelegenen Herrensitz namens Ensdon. Der Knabe vergnügt sich mit dem Schwimmen im Meer, woraus er ein heidnisch-sinnliches Vergnügen und Grauen zugleich zieht. Dieses Idyll endet, als Mr. Denham, dem neuen Hauslehrer, die Aufgabe übertragen wird, den schulischen Erfolg des Knaben zu sichern. Denham sieht in körperlicher Züchtigung das beste Mittel, diesen zu gewährleisten.
Anlässe solcher Züchtigungen werden von Denham in kleinsten Übertretungen gefunden und die Züchtigungen werden noch zahlreicher und grausamer, als Denhams sich entwickelnde Leidenschaft für Lady Margaret von dieser nicht erwidert wird. 
Die Verhältnisse komplizieren sich zusätzlich durch heftige Küsse zwischen Herbert und seiner Schwester und das Auftreten der Titelfigur Lesbia Brandon gegen Ende des erhaltenen Teiles. Lesbia Brandon, die schöne Tochter von Sir Charles Brandon, verliebt sich in Margaret, Herbert verliebt sich in Lesbia und es stellt sich heraus, dass Lesbia die Halbschwester des rutenschwingenden Hauslehrers ist.
Schließlich vergiftet sich Lesbia und Herbert verfolgt ihre letzten Augenblicke mit widerstreitenden Gefühlen. Nach Rikky Rooksby soll dieser Tod eine Reflexion des Todes von Swinburnes Schwester Edith sein. Darüber hinaus hat man in den zahlreichen und intensiven Flagellationsszenen eine Verarbeitung von Swinburnes Erlebnissen in dem exklusiven britischen Knabeninternat Eton gesehen.
Der Roman wurde von Simeon Solomon illustriert.

## Ausgaben
- Randolph Hughes (Hg.): Lesbia Brandon by Algernon Charles Swinburne. An historical and critical commentary being largely a study (and elevation) of Swinburne as a novelist. Falcon Press, London 1952.
- The Novels of A.C. Swinburne: Love's Cross Currents. Lesbia Brandon. Eingeleitet von Edmund Wilson. Farrar u. a., New York 1962. Nachdruck: Greenwood, Westport u. a. 1978, ISBN 0-313-20010-6
- Es existiert keine deutsche Übersetzung von Lesbia Brandon außer privaten Liebhaberausgaben.